# 黑西格科芬

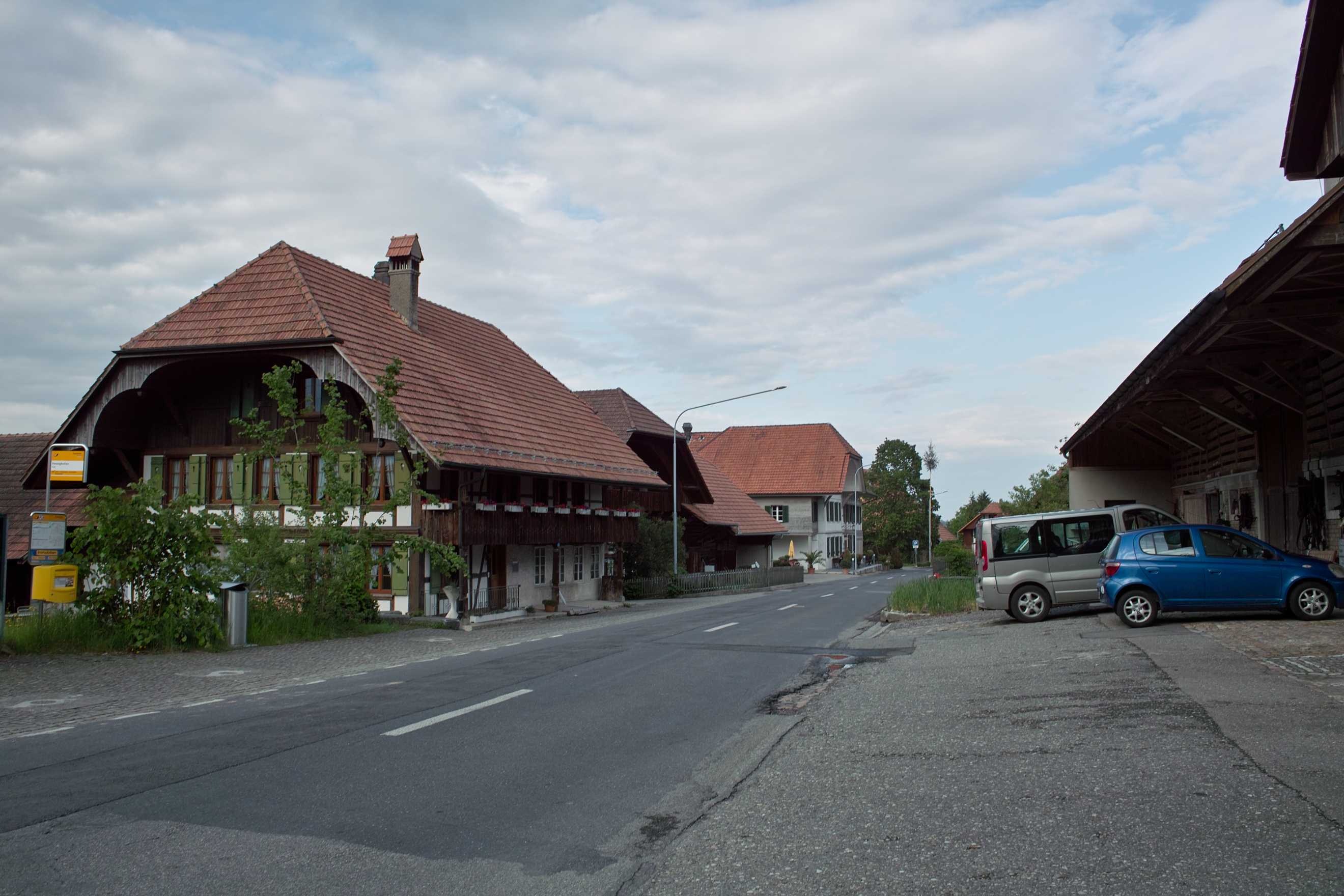

黑西格科芬是瑞士的城鎮，位於該國北部，由索洛圖恩州負責管轄，面積2.26平方公里，海拔高度589米，2012年人口265，七成人口信奉基督教，人口密度每平方公里117人。